# Trans Maldivian Airways
Trans Maldivian Airways (kurz TMA) ist die älteste noch bestehende Fluggesellschaft der Malediven mit Sitz in Malé und Basis an den Wasserflugzeugterminals des Malé International Airport. TMA ist heute auch der größte Betreiber von Wasserflugzeugen weltweit.

## Geschichte

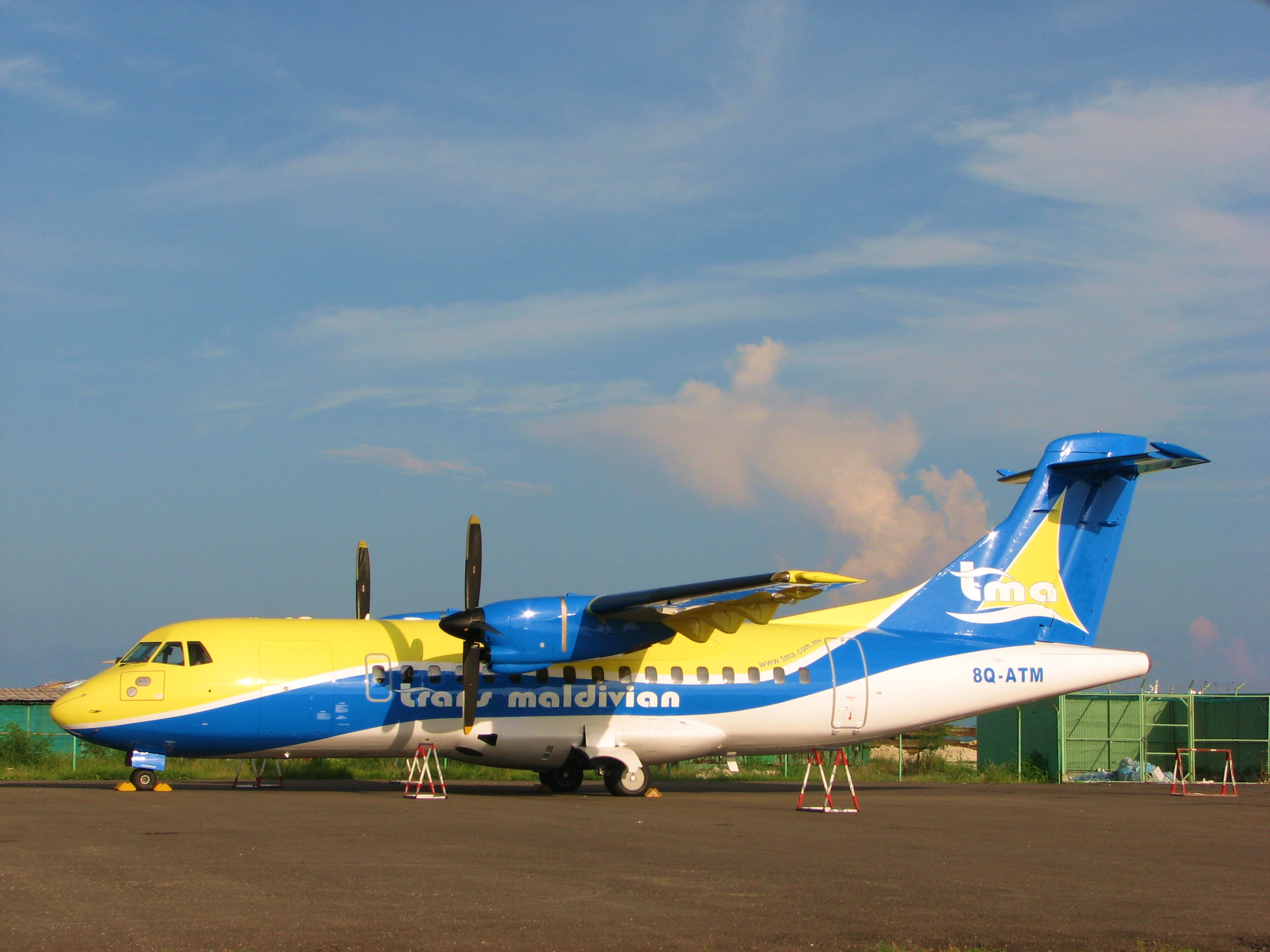
ATR 42-300 der TMA im Jahr 2007 (noch im alten Farbschema)

Trans Maldivian Airways wurde 1989 als reine Helikopter-Fluggesellschaft mit dem Namen Hummingbird Island Helicopter gegründet und später in Hummingbird Island Airways umbenannt. Ab 1997 wurden die ersten Schwimmerflugzeuge eingesetzt. Von Januar 1999 bis 2007 setzte Trans Maldivian Airways ausschließlich Flugzeuge mit Schwimmern ein.
Ab dem 10. August 2007 betrieb Trans Maldivian Airways Linienflüge mit ATR 42-300 von Malé nach Gan, der Hauptinsel des südlichsten Atolls Seenu. TMA stand damit im Wettbewerb zur staatlichen Maldivian. Diese Verbindung wurde wieder eingestellt.
Am 2. März 2013 verkündete die US-amerikanische Investmentgesellschaft Blackstone Group die Übernahme der Mehrheiten an der Trans Maldivian Airways und Maldivian Air Taxi. Daraufhin wurde der Flugbetrieb der beiden Fluggesellschaften zusammengelegt.
Im Oktober 2020 wurde die Fluggesellschaft aufgrund der angelaufenen Verpflichtungen durch die COVID-19-Pandemie auf den Malediven von den Gläubigern übernommen.

## Flugziele
Trans Maldivian Airways bietet von Malé mehr als 60 Ziele in Ferienorten und -anlagen auf den Atollen der Malediven an. Des Weiteren werden Rund-, Picknick-, Charter- und medizinische Flüge angeboten.

## Flotte

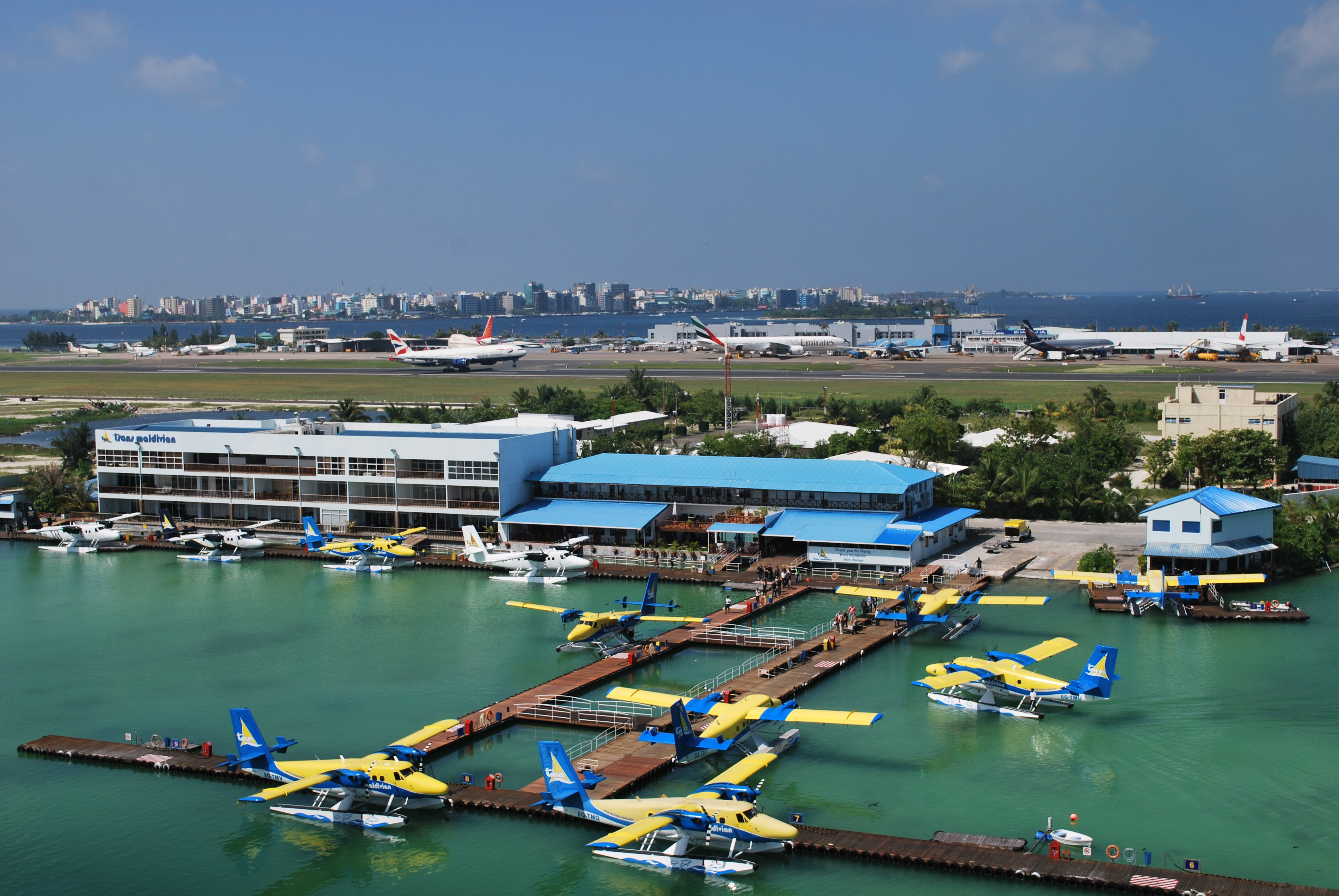
Mehrere de Havilland Canada DHC-6 Twin Otter der TMA am Malé International Airport

Mit Stand April 2024 besteht die Flotte der Trans Maldivian Airways aus 61 Flugzeugen:
| Flugzeugtyp                   | Anzahl | bestellt | Anmerkungen     | Sitzplätze |
| ----------------------------- | ------ | -------- | --------------- | ---------- |
| de Havilland Canada DHC-6-300 | 52     |          | Wasserflugzeuge | 15         |
| de Havilland Canada DHC-6-400 | 09     |          | Wasserflugzeuge | 15         |
| Gesamt                        | 61     | –        |                 |            |

## Ehemalige Flugzeugtypen
- ATR 42-300[9]
- de Havilland Canada DHC-6-100
- de Havilland Canada DHC-6-200

## Zwischenfälle
- Am 8. Januar 1994 stürzte eine Mil Mi-8P (Luftfahrzeugkennzeichen LZ-CAP) mit elf Insassen bei Fesdhoo im Nord-Ari-Atoll ab. Der Hubschrauber wurde beim Aufprall auf das Wasser zerstört und sank; neun Passagiere starben; zwei überlebten, darunter ein Schwerverletzter.[10]
- Am 26. Januar 1999 stürzte erneut eine Mil Mi-8P (LZ-CAK) mit 20 Insassen bei Rangali im Süd-Ari-Atoll ab. Grund war der Ausfall der linken Turbine des Hubschraubers. Vier Menschen starben, 16 überlebten.[10]